# Erik Styf
Erik Styf (* 4. Dezember 1932 in Sundsvall; † 1. April 2001 in Katrineholm) war ein schwedischer Skispringer.

## Werdegang
Styf, der für den Verein Ljusdals IF startete, gab sein internationales Debüt bei der Nordischen Skiweltmeisterschaft 1954 in Falun. Von der Normalschanze erreichte er nach guten Sprüngen punktgleich mit dem Norweger Torbjørn Falkanger den fünften Rang.
Zwei Jahre später gehörte er zur Mannschaft bei den Olympischen Winterspielen 1956 in Cortina d’Ampezzo. Dabei lag er von der Normalschanze nach dem ersten Durchgang und einem Sprung auf 76 Meter aussichtsreich auf dem 15. Platz. Jedoch stürzte Styf im zweiten Durchgang bei 75 Metern und belegte so schließlich nur Rang 44.
Bei der Vierschanzentournee 1957/58 bestritt Styf alle vier Springen. Bereits beim Auftaktspringen auf der Schattenbergschanze in Oberstdorf landete er mit dem 13. Platz sein bestes Einzelresultat der Tournee. In den weiteren Springen belegte er die Plätze 14., 15. und 16. und landete so am Ende mit 816,6 Punkten auf dem 10. Platz der Tournee-Gesamtwertung.
Bei der folgenden Nordischen Skiweltmeisterschaft 1958 in Lahti beendete er das Springen von der Normalschanze nach Sprüngen auf 58 und 58,5 Metern punktgleich mit William Erickson und Walter Habersatter auf dem 31. Platz.

## Erfolge

### Vierschanzentournee-Platzierungen
| Saison  | Platz | Punkte |
| ------- | ----- | ------ |
| 1957/58 | 10.   | 816,6  |